# Carlos Pena, Jr.
Pour les articles homonymes, voir Peña (homonymie).
 (janvier 2012).
Si vous disposez d'ouvrages ou d'articles de référence ou si vous connaissez des sites web de qualité traitant du thème abordé ici, merci de compléter l'article en donnant les références utiles à sa vérifiabilité et en les liant à la section « Notes et références ».
Carlos Roberto Pena, Jr. est un chanteur, danseur et acteur américain, né le 15 août 1989 à Columbia.
Il est principalement connu pour son rôle dans la série de Nickelodeon, Big Time Rush, il interprète Carlos Garcia dans la série, et sa participation au groupe du même nom.

## Biographie

### Jeunesse
Son père, Carlos Pena, Sr., est vénézuélien, tandis que sa mère est dominicaine,,,. Il a suivi les cours de la Sagemount School à Weston, en Floride.

### Carrière
Il est apparu dans des productions locales telles que Grease et L'Homme de la Mancha.
Il participe à la comédie musicale Titanic qui lui donne le goût de la danse et du chant.
En 2007, Carlos participe à l'émission Making Menudo, émission qui tente de créer le prochain boys band à succès. Il y participe aux côtés de Thomas Augusto et Eric Secharia du boys band Midnight Red. Carlos se fait éliminer au cours de la compétition.
En 2009, il quitte la Floride pour Los Angeles afin de se lancer dans une carrière d'acteur.
Après des auditions nationales et malgré le fait qu'il ait beaucoup hésité à participer, Carlos Pena est choisi pour devenir un membre du groupe Big Time Rush et par conséquent pour avoir un rôle dans la sitcom américain du même nom qui leur est consacrée. Il y a joué de 2009 à 2013, aux côtés de Kendall Schmidt (Kendall Knight), Logan Henderson (Logan Mitchell) et James Maslow (James Diamond). Il y interprétait Carlos Garcia, un garçon amusant et enthousiaste.
En 2015, il participe en tant que candidat à la célèbre émission américaine Dancing with the Stars lors de la 21e saison. Sa femme Alexa Vega fait elle aussi partie des célébrités participantes.

### Vie privée
Il a épousé l'actrice américaine Alexa Vega le 4 janvier 2014 à Cabo San Lucas (Mexique).
En juin 2016, le couple annonce attendre leur premier enfant par le biais d'un cliché posté sur les réseaux sociaux. Le 7 décembre 2016, ils annoncent la naissance de leur fils, Océan. Le 17 janvier 2019, ils annoncent attendre leur deuxième enfant. Le 30 juin 2019, ils annoncent la naissance de leur deuxième fils, Kingston. Le 7 mai 2021, ils annoncent la naissance de leur fille, Rio.

## Filmographie
- 2004 : Ned ou Comment survivre aux études  : Faux bourdon (S1E6)
- 2004 : Urgences : Arlo Escobar (S11E8)
- 2009-2013 : Big Time Rush : Carlos Garcia
- 2016 : Grease: Live ! : Kenicki
- 2017 : Noël en dansant : Ricardo
- depuis 2018 : Life Sentence : Diego Rojas